# Armand Gagnier

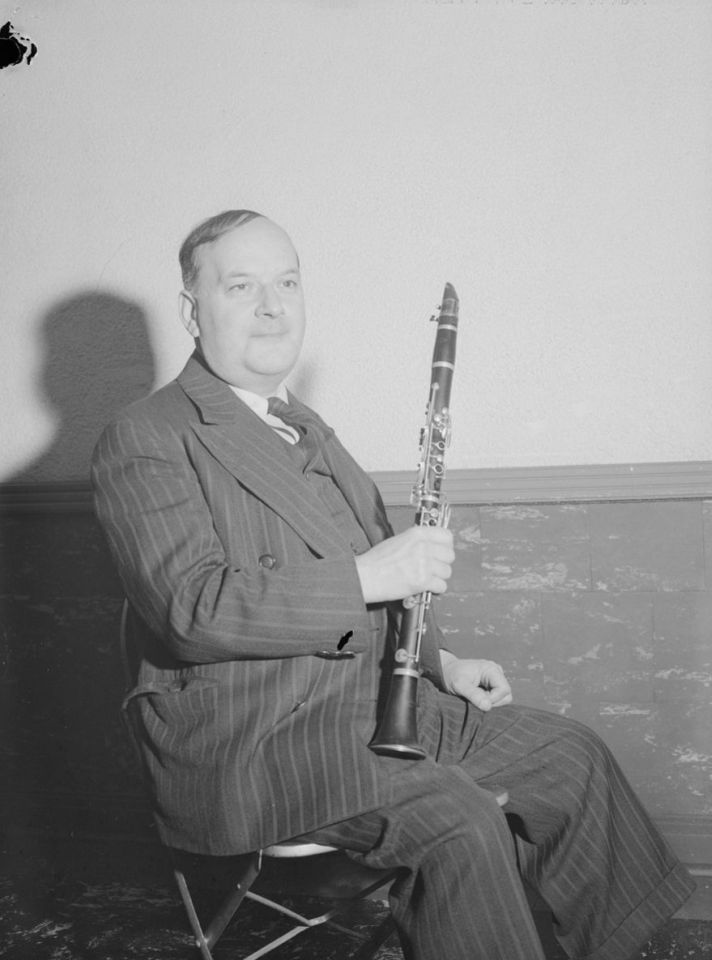
Armand Gagnier (Conrad Poirier, 1945).

Armand Gagnier (* 21. August 1895 in Montreal; † 27. August 1952 ebenda) war ein kanadischer Klarinettist und Dirigent.

## Leben und Wirken
Gagnier hatte ersten Unterricht bei seinem Vater Joseph Gagnier und studierte dann bei Oscar Arnold und Jacques Vanpoucke. Von 1916 bis 1919 trat er als Solist im Sohmer Park und auch im Dominion Square Park auf. 1923 dirigierte er das Orchester, das Sir Harry Lauder bei dessen Tournee durch die USA und Europa begleitete.
Ab 1937 war er Soloklarinettist des Montreal Orchestra, ab 1947 auch der Canadian Grenadier Guards Band. Von 1942 bis 1949 war er außerdem Mitglied des Gagnier Windwood Quintet.